# Stan Dragoti
Stan Dragoti, född 4 oktober 1932 i New York, död 13 juli 2018 i Los Angeles, var en amerikansk filmregissör och manusförfattare, av albanskt ursprung.
Dragotis nisch inom filmen var lättsamma, barntillåtna underhållningsfilmer.[källa behövs]

## Filmografi (urval)
- 1989 – Håll tassarna borta från min dotter (regi)
- 1983 – Se upp, farsan är lös! (regi)
- 1979 – Love at First Bite (regi)
- 1972 – Dirty Little Billy (manus och regi)